# Bodra
Bodra (Pyrus communis 'Bodra') je ovocný strom, kultivar druhu hrušeň obecná z čeledi růžovitých. Plody jsou řazeny mezi odrůdy raných zimních hrušek, sklízí se v říjnu, dozrává v listopadu, skladovatelné jsou do ledna.

## Historie

### Původ
Byla vyšlechtěna v ČR, registrována v roce 2003, původně bylo šlechtění zahájeno ve VŠÚO Holovousy později dokončeno ve šlechtitelské stanici v Těchobuzicích. Odrůda je křížencem odrůd 'Drouardova' a 'Boscova lahvice'.

## Vlastnosti
Odrůda je cizosprašná. Vhodnými opylovači jsou odrůdy Konference, Erika, Bohemica, Dicolor.

### Růst
Růst odrůdy je bujný později slabý. Habitus koruny je mírně rozložitý.

## Plodnost
Plodí středně časně, poměrně hojně a pravidelně.

## Plod
Plod je kuželovitý, velký. Slupka je žlutozeleně zbarvená. Dužnina je bělavá, šťavnatá, se sladce navinulou chutí, velmi dobrá.

## Choroby a škůdci
Odrůda je považována za středně odolnou proti strupovitosti a namrzání.

## Použití
Odrůdu lze použít do teplých a středních poloh na stanoviště s dostatkem vláhy.